# Бумеранг (Marvel Comics)
Бумеранг (англ. Boomerang), настоящее имя  Фредерик Майерс (англ. Frederick Myers) — суперзлодей комиксов издательства Marvel Comics.

## История публикаций
Бумеранг впервые появился в Tales to Astonish #81 (Июль, 1966) и был создан сценаристом Стэном Ли и художником Джеком Кирби.
Он появлялся как регулярный персонаж в комиксе Thunderbolts, начиная с #157, и остался с командой после того, как серия была переименована в Dark Avengers с выпуска #175.
Бумеранг является одним из главных героев комикса The Superior Foes of Spider-Man.

## Биография
Фредерик Майерс родился в Алис-Спрингс, Австралии, и был воспитан в Соединенных Штатах. С раннего детства он развил в себе любовь к бейсболу и потратил много лет на обучение и совершенствование своих навыков подачи. На момент совершеннолетия, Фред реализовал свою мечту попасть в команду высшей лиги. Однако, он по глупости начал принимать взятки и был изгнан из высшей лиги, когда всё это было обнаружено. Вскоре после того с Майерсом связалась Тайная Империя, международная преступная организация, которая разглядела в нём потенциал. Майерс согласился и получил новый костюм и арсенал из смертельных бумерангов, из чего он и получил своё новое прозвище. Он сражался против Халка после того как взял в заложники Бетти Росс, но Халку удалось спасти её.
После того, как Тайная империя рухнула, Бумеранг вернулся в родную Австралию и прекратил свою преступную карьеру на несколько лет, совершенствуя навыки и модифицируя оружие. Впоследствии он вернулся в Америку и начал предлагать свои услуги наёмного убийцы. Его первая миссия состояла в том, чтобы убить Железного кулака, однако Бумеранг потерпел поражение. Затем он был нанят в рамках многочисленной группы сверх преступников, нанятых Весами, чтобы сражаться против Защитников. Он был нанят Гадюкой, чтобы участвовать в заговоре против организации Щ.И.Т., и сражался против Человека-паука, Ника Фьюри, Шан-Чи и Чёрной вдовы. Бумеранг затем стремился убить Человека-Паука, чтобы произвести впечатление на Кингпина и, таким образом, получить работу, однако попал в тюрьму. Затем он помог Карателю бежать из тюрьмы. Бумеранг был в конечном счёте выпущен из тюрьмы. Он был нанят Максом Страйкером, чтобы принудить Брюса Беннера использовать экспериментальное лечения рака, которое использует гамма-лучи на Страйкере, но вместо этого всё завершилось сражением с Халком.
Некоторое время спустя Бумеранг был принят на работу Джеком Фонарщиком в Зловещий синдикат. Будучи членом организации, он сражался с Человеком-Пауком, Серебряным Соболем и Песочным человеком. Затем он был нанят Луисом Бакстером III, чтобы ограбить яхту, где вновь сразился с Человеком-Пауком. Противостоял Соколиному глазу. Впоследствии он объединился с Хлыстом и вторым Бураном в битве между Призраком и Железным человеком. Бумеранг был нанят Джастином Хаммером и сражался против Кардиака и Человека-Паука. Противостоял Демону скорости и Лейле Дэвис. Впоследствии сражался с Сорвиголовой и в очередной раз потерпел поражение. 
Некоторое время Бумеранг работал на Филина и работал в паре с Гризли. Также Бумеранг присоединился к Повелителям зла, которые противостояли Громовержцам, а также состоял в Зловещей Дюжине. Игра незначительную роль во время событий Secret War. 
Бумеранг был кратко показан в качестве пленника Барона Земо, захваченного, когда команда Земо получила официальное разрешение на задержание злодеев.
Несмотря на это, он появился вместе с Гидроменом и Шокером на крыше аукционного дома Бэйли. Их попытка ограбления была предотвращена Воителем и попыткой Комодо захватить Человека-Паука; эти три злодея сбежали, но в погоню за ними отправились Алые Пауки.
Он собрал команду супер-злодеев и попытался вымогать деньги у нового директора Громовержцев, Нормана Озборна, но был избит Озборном и был вынужден тайно работать на него.
Бумеранг был замечен в Баре Без Названия, когда Человек-Паук и Сорвиголова разгромили место. В рамках программы Инициатива 50 штатов Бумеранг был отправлен в супер-команду штата Невада. Во время Осады Асгарда был побеждён Ультра девочкой и Бэтвингом. Он был нанят Розой и вступил в конфронтацию с супер-героиней Джекпот. Узнав тайну личности Джекпот, Бумеранг убил на глазах Сары и её дочери её мужа. Позднее, в составе Гильдии убийц противостоял Росомахе, Домино и Силе Икс. Во время его заключения в Рафте, Бумеранг вошёл в состав бета команды Громовержцев, наряду с Шокером, Троллем, Мистером Хайдом и Центуриусом. 
Во время событий Marvel NOW! Бумеранг стал частью Зловещей шестёрки. Команда потерпела поражение от Превосходного Человека-паука (Доктора Осьминога в теле Человека-паука), а сам Бумеранг был жестоко избит, прежде чем сознание Питера Паркера усмирило Октавиуса. Позднее он был помещён в лазарет Рафта вместе со Скорпионом и Стервятником. Алистер Смайт предложил им усилить их способности, в обмен на помощь в битве с Человеком-Пауком. Тогда же Бумеранг был серьёзно ранен собственным взрывоопасным оружием. Во время The Superior Foes of Spider-Man Бумеранг возглавлял Зловещую Шестёрку.

## Силы и способности
У Фреда Майерса нет сверхчеловеческих способностей, однако его сила, скорость, гибкость, ловкость, координация и выносливость на уровне профессионального спортсмена-бейсболиста. Он может бросить мелкие предметы почти с безошибочной точностью, и его возможности находятся почти на пике того, чего может достигнуть человек без супер-способностей. Только такие персонажи как Меченый, Соколиный глаз и Таскмастер равны с ним в точности.
В бою Френк Майерс использует высоко-технологичные бумеранги, разработанные Джастином Хаммером. Он изменял и улучшал их на протяжении многих лет, но наиболее распространёнными из снарядов являются: "шаттеранги" (с достаточным количеством взрывной силы для уничтожения автомобиля), "газаранги", которые выпускают большие дозы слезоточивого газа, чтобы усыпить цель, "разоранги" с лопастями из бритв, звуковые "скримранги" и "бладаранги", напоминающие циркулярные пилы.
Бумеранг носит легкий бронежилет, данный ему Хаммером, с большим разнообразием скрытых карманов и мешочков для его маленьких специальных бумерангов. У Бумеранга также есть реактивные ускорители в ботинках, которые управляются с помощью мысленных команд через кибернетическую схему в капюшоне. Также Бумеранг хорошо владеет ближним боем.

## Альтернативные версии

### Ultimate Marvel
Ultimate-версия Бумеранга кратко появилась в Ultimate Spider-Man. Человек-Паук спас его от расстрела Карателя во время грабежа. Бумеранг поблагодарил его и предложил герою тысячу долларов в обмен на помощь в побеге от полиции. Вместо этого Человек-Паук связал его паутиной и сдал властям. 

### JLA/Avengers
Бумеранг был одним из покорённых злодеев, защищающих крепость Крона. Он был побеждён Барри Алленом.

## Вне комиксов

### Телевидение
- Бумеранг появляется в мультсериале «Супергерои Marvel» 1966 в сегменте Халка, озвученный Эдом Макнамарой. Он был нанят Тайной империей, чтобы победить Халка.
- В мультсериале «Мстители. Всегда вместе» Бумеранг, озвученный Робом Кауэном, является часть Повелителей Зла Барона Земо.
- Роб Полсен озвучил Бумеранга в мультсериале «Совершенный Человек-паук», где он говорит с ярко выраженным австралийским акцентом.

### Видеоигры
- Бумеранг является первым боссом игры «The Uncanny X-Men».
- Ultimate-версия Бумеранга является незначительным антагонистом игры «Ultimate Spider-Man».
- Он появляется в игре «Spider-Man and Captain America in Doctor Doom's Revenge».
- Нуар-версия Бумеранга появляется в игре «Spider-Man: Shattered Dimensions» для Nintendo DS, где его озвучил Джим Каммингс.
- Является боссом в игре «Marvel: Avengers Alliance» для Facebook. Позднее становится играбельным персонажем.
- Бумеранг появляется в игре «Marvel: Avengers Alliance 2».